# Astrid Linder
Astrid Linder, född 1959, är professor i trafiksäkerhet på Statens väg- och transportforskningsinstitut (VTI). Hon blev docent i personskadeprevention på Chalmers tekniska högskola 2014 och adjungerande professor i fordonssäkerhet 2017. Hon har tilldelats pris i EU Champions of Transport Research Competition för sitt arbete med framtagandet av en krockdocka baserad på en anatomiskt genomsnittlig kvinna.